# Abzymy
Abzymy – przeciwciała o charakterze enzymatycznym. Uzyskuje się je w odpowiedzi na antygeny będące analogami stanu przejściowego danej reakcji enzymatycznej. Przeciwciało może wtedy związać substrat takiej reakcji, a w wyniku tego wiązania dochodzi do zmiany konformacyjnej substratu, dzięki której jego kształt przypomina związek przejściowy. Ponieważ związek przejściowy jest w danej reakcji związkiem o najwyższej energii, może on teraz łatwo przekształcić się w produkt reakcji.
Od zwyczajnych enzymów abzymy różnią się o wiele mniejszą szybkością reakcji (zwykle 3–4 rzędy wielkości), w odróżnieniu od enzymów nie podlegały one bowiem długiej ewolucji i nie są tak dobrze dostosowane do swej enzymatycznej roli. Niemniej jednak, abzymy mogą być stosowane tam, gdzie ich zdolność katalityczna jest potrzebna, a np. nie ma znanego enzymu, który mógłby przeprowadzić daną reakcję, bądź jest on trudny do wyodrębnienia.

Przeczytaj ostrzeżenie dotyczące informacji medycznych i pokrewnych zamieszczonych w Wikipedii.